# Аранчын, Юрий Лудужапович
Юрий Лудужапович Аранчын (21 декабря 1926 — 27 сентября 1997) — советский и российский историк, доктор исторических наук (1986), заслуженный деятель науки Тувинской АССР, государственный и общественный деятель.

## Биография
Ю. Л. Аранчын родился 21 декабря 1926 года в с. Чыргаланды Тес-Хемского района в семье арата-скотовода Ивана Санаевича Луду и его жены Мапак Конгуловны; был вторым ребёнком в семье, где было пять детей. В 1937−1941 годах учился в Самагалтайской начальной школе, в 1942−1947 годах — в Кызылской средней школе № 2, которую окончил с серебряной медалью.
В 1947 году поступил на восточный факультет Ленинградского государственного университета. Окончив университет с красным дипломом, в 1952 году поступил работать в ТНИИЯЛИ (ныне ТИГПИ) младшим научным сотрудником. В 1959 году защитил кандидатскую диссертацию на тему «Тува в годы Великой Отечественной войны Советского Союза» на учёном совете Иркутского государственного университета.
С июля 1959 до октября 1961 года Аранчын был заместителем директора ТНИИЯЛИ. С октября 1961 года по октябрь 1967 года работал заведующим идеологическим отделом Тувинского обкома КПСС. В 1967 году вернулся в ТНИИЯЛИ в качестве директора, возглавлял институт 27 лет. В 1986 году защитил в Новосибирске докторскую диссертацию по монографии «Исторический путь тувинского народа к социализму».
Супруга — Елизавета Боракаевна Салзынмаа, филолог, специалист по тувинскому языку.

## Деятельность
Аранчын опубликовал свою первую статью, ещё будучи студентом. Его статья «Сайгынская плита с древнетюркской надписью» была опубликована в 1951 г. в научном журнале АН СССР «Эпиграфика Востока». Этот памятник впервые был найден им вблизи тех мест, где он родился. На посту директора проявилась его качества ученого, руководителя и организатора науки. За эти годы количественно и качественно вырос институт, окрепла его материально-техническая база, расширились связи с академическими институтами Москвы, Ленинграда, Новосибирска и других городов. При Аранчыне были подготовлены и изданы целый ряд капитальных трудов по истории, языкознанию, экономике, социальному и культурному развитию тувинского народа с участием ведущих ученых Москвы, Ленинграда, Иркутска и Новосибирска. Была проделана работа по изданию словарей: русско-тувинского, тувинско-русского, орфографического, русско-тувинского словарей сельскохозяйственных, географических и общественно-политических терминов. Велись исследования памятников древнетюркской письменности, диалектов и говоров тувинского языка, закономерностей его развития, а также проблем взаимодействия тувинского языка с русским и монгольским языками, с языками тюркского корня. Созданный Аранчыном сектор культуры решал задачи по изучению традиционной культуры народов Тувы, вопросы развития современных видов искусства. Большое значение Аранчын уделял научным связям с институтами АН СССР: Языкознания, Этнографии, Истории, Истории материальной культуры, Мировой литературы и научными учреждениями СО РАН, а также институтами Калмыкии, Якутии, Бурятии, Горного Алтая и Хакасии.
Аранчын принимал участие в подготовке крупных коллективных трудов института. Он был членом редколлегии, соавтором первого издания двухтомной «Истории Тувы» (М, 1964), «Истории тувинской организации КПСС», «Экономической истории потребительской кооперации Республики Тыва» (Новосибирск, 1996), первого тома нового переработанного и дополненного издания «Истории Тувы» (Новосибирск, 2004), ответственным редактором и членом редколлегии многих «Ученых записок» ТНИИЯЛИ, научных и тематических сборников, ряда социологических трудов: «Очерки социального развития Тувинской АССР», «Молодежь Тувы. Социальный портрет» и др. Автор более 90 статей и нескольких монографий, разделов и глав в коллективных трудах.
Участник многих отечественных и международных научных конференций, симпозиумов и конгрессов, где выступал со своими докладами и сообщениями. Некоторые сообщения переведены на английский, испанский, монгольский языки. Научно-организаторскую работу сочетал с общественной работой. В течение многих лет был членом Тувинского обкома КПСС, депутатом ряда созывов, председателем Верховного Совета Тувинской АССР, председателем тувинского отделения и членом Центрального Совета Всероссийского общества охраны памятников истории и культуры, председателем Тувинского отделения общества «Знание», и членом правлений общества «Знание» РСФСР и СССР. членом правления Тувинского отделения советско-монгольской дружбы. Неоднократно избирался членом Советского Комитета солидарности стран Азии и Африки. Действительный член Академии социальных наук.

## Награды и звания
- Орден «Знак Почёта» (1970)
- Орден Дружбы народов (1986)
- Медаль «За освоение целинных земель» (1973)
- «Ветеран труда» (1985)
- медаль Монгольской народной республики «Найрамдал» (Дружба)
- медаль «За доблестный труд. В ознаменование 100-летия со дня рождения В. И. Ленина»
- Медаль «50 лет Победы в Великой Отечественной войне 1941—1945 гг.» (1995)
- заслуженный деятель науки Тувинской АССР
- почетное звание «Заслуженные люди Тувы XX века».

## Основные работы
- «Тува в годы Великой Отечественной войны Советского Союза» (Кызыл, 1955)
- «Восстание 60 богатырей» (на тувинском языке)
- «Вместе с Великим русским народом» (в соавторстве с В. И. Дуловым)
- «Исторический путь тувинского народа к социализму» (Новосибирск, 1982)
- «Культура тувинцев: традиции и современность» (Кызыл, 1988) и др.